# Joan Sastre i Morro
Joan Sastre i Morro (Inca, Illes Balears, 10 de desembre de 1991) és un jugador de bàsquet de les Illes Balears que milita a les files del CB Canarias de la Lliga ACB. Mesura 2,01 metres, i juga a la posició d'aler.
Es va formar en les categories inferiors del Club Basquet Inca i va passar el 2006 al Centre de Tecnificació de les Illes Balears (CTEIB). En la temporada 2007-08 va treballar amb José Luis Abós al Club Basquet Inca. Al Bàsquet Mallorca, Sastre va alternar l'equip de LEB Or amb el filial d'EBA (fent una mitjana de 15,6 punts, 4,5 rebots i 1,3 assistències en 15 partits). En la LEB la seva mitjana va ser de 3,3 punts i 1,5 rebots en 13 minuts. L'octubre de 2008 l'inquer va sorprendre en un partit contre el Valladolid: 13 punts en 23 minuts, i el juliol de 2009 es va comprometre per cinc temporades amb el Cajasol Sevilla.
El 2014 fitxa pel CAI Zaragoza, i entre 2016 i 2021 va jugar al València Basket, on va guanyar una Lliga ACB i una Eurocup.

## Clubs
- 2007-2008 LEB. Club Basquet Inca
- 2008-2009 LEB. Bàsquet Mallorca
- 2009-2014 ACB. CB Sevilla

## Palmarès
- Medalla d'or amb la selecció espanyola Sub-20 a l'Eurobasket 2011 de Bilbao.